# Mathias De Clercq
Mathias Toon Cecile Willy De Clercq (Gent, 26 december 1981) is een Belgisch liberaal politicus voor Open Vld. Hij is burgemeester van de stad Gent en voormalig lid van de Kamer van volksvertegenwoordigers en het Vlaams Parlement.

## Biografie
Mathias De Clercq is de oudste zoon van jonkheer Yannick De Clercq en een kleinzoon van burggraaf Willy De Clercq en burggravin Fernande Fazzi.
Na zijn studies Latijn - Moderne Talen aan het Koninklijk Lyceum in Gent ging hij in 1999 rechten studeren aan de Universiteit Gent. Na het afronden van zijn licentie in de rechten in 2004 behaalde hij een jaar later nog een master-na-master in het Europees en internationaal recht aan de Vrije Universiteit Brussel. Tijdens zijn studententijd profileerde hij zich als progressief liberaal. Zo was hij onder meer bestuurslid, politiek secretaris en van 2002 tot 2004 voorzitter van het LVSV Gent, politiek secretaris van het LVSV Nationaal, kernlid van de liberale denktank Liberales en politiek commissaris van Jong VLD Gent. Van 2005 tot 2008 was De Clercq advocaat-stagiair aan de Balie van Gent.
In 2006 kwam hij voor het eerst op bij verkiezingen. Hij stond op de vijfde plaats van de lijst VLD-Vivant voor de gemeenteraadsverkiezingen in Gent. Op 8 oktober 2006 kreeg hij 4891 voorkeurstemmen en werd hij verkozen als gemeenteraadslid. De Clercq kreeg onmiddellijk een uitvoerende functie en werd in januari 2007 schepen van Jeugd, Werk, Economie en Middenstand. Na het ontslag van Sas Van Rouveroij als eerste schepen van de stad Gent in september 2009 nam De Clercq het ambt van eerste schepen over en kreeg hij de politieke leiding over Open Vld Gent. Zijn bevoegdheid van werk stond hij hierbij af aan Van Rouveroijs opvolgster Sofie Bracke.
Bij de federale verkiezingen van 10 juni 2007 kreeg Mathias De Clercq de eerste opvolgersplaats van de Open Vld-kamerlijst in Oost-Vlaanderen. Hij haalde 33.002 voorkeurstemmen.
Op 21 december 2007 legde Mathias De Clercq, als opvolger voor Karel De Gucht, de eed af als lid van de Kamer van volksvertegenwoordigers, waar hij bleef zetelen tot in 2014. Mathias De Clercq was bij zijn eedaflegging het jongste lid van de Kamer. Hij legde de eed af in de drie landstalen, het Nederlands, het Frans en het Duits. Bij de federale verkiezingen van 13 juni 2010 was Mathias De Clercq lijsttrekker van de Open Vld-kamerlijst in Oost-Vlaanderen. Hij haalde 60.291 stemmen. Daarmee was hij de best scorende Kamerkandidaat voor Open Vld.
Op 8 maart 2012 verscheen zijn boek Dromen van Gent, verschenen bij uitgeverij Houtekiet, waarin hij een toekomstvisie op zijn stad Gent presenteerde.
Bij de gemeenteraadsverkiezingen van 2012 haalde Mathias De Clercq 11.088 voorkeurstemmen als lijsttrekker voor Open Vld in Gent. Met een absolute meerderheid van het kartel sp.a-Groen zag het ernaar uit dat zijn partij naar de oppositiebanken zou verwezen worden. Er werden echter onderhandelingen opgestart om de nipte meerderheid van 26 zetels van het kartel te verruimen en op 10 november werd een paars-groen bestuursakkoord goedgekeurd voor de periode 2013-2018. De Clercq bleef in de nieuwe coalitie eerste schepen en kreeg de bevoegdheden haven, economie en ondernemen.
Bij de verkiezingen van 25 mei 2014 was hij lijsttrekker van de Open Vld-lijst voor het Vlaams Parlement in Oost-Vlaanderen. Hij werd verkozen met 58.782 voorkeurstemmen en ging in het Vlaams Parlement onder meer zetelen in de commissie Mobiliteit en Openbare Werken, waarvan hij ondervoorzitter was. Hij bleef er zetelen tot begin januari 2019, toen hij burgemeester van Gent werd, en werd als Vlaams volksvertegenwoordiger opgevolgd door Sas Van Rouveroij.
Bij de lokale verkiezingen van 2018 was De Clercq lijsttrekker in Gent. Zijn partij werd de tweede formatie na het kartel sp.a-Groen. Hij kreeg 24.058 voorkeurstemmen, het hoogste aantal in de stad, en riep zichzelf al meteen na de verkiezingen uit tot de eerste liberale burgemeester in 60 jaar. Het kartel eiste als populairste lijst echter eveneens de sjerp op, maar na weken onderhandelen kreeg De Clercq effectief het mandaat van burgemeester, zij het dat zijn partij daardoor wel slechts twee schepenen mocht leveren.
Eind mei 2019 was hij lijstduwer voor de Kamerverkiezingen. Hij raakte verkozen, maar besloot zijn zetel over te laten aan opvolger Robby De Caluwé.
In oktober 2024 was De Clercq opnieuw kandidaat-burgemeester in Gent, als lijsttrekker van het liberaal-socialistische kartel Voor Gent. Het kartel werd de grootste lijst, dus kreeg hij het initiatief om een nieuw stadsbestuur op de been te brengen. Hierbij werd een bestuursakkoord gesloten tussen Voor Gent en N-VA, maar dat werd door de leden van de socialistische partij Vooruit verworpen. Vervolgens was het aan Groen om een stadsbestuur te vormen, dat onderhandelingen opstartte met Voor Gent, die De Clercq mee voerde. Het bestuursakkoord dat daaruit voortkwam werd wel aangenomen, waarna De Clercq aan een tweede termijn als burgemeester kon beginnen.

## Uitslagen verkiezingen
| Verkiezing                      | Kieskring       | Datum           | Lijst      | Plaats op lijst | Voorkeursstemmen | Uitslag      | Partijuitslag binnen kieskring |
| ------------------------------- | --------------- | --------------- | ---------- | --------------- | ---------------- | ------------ | ------------------------------ |
| Gemeenteraadsverkiezing         | Gent            | 8 oktober 2006  | VLD-Vivant | 5e plaats       | 4.891            | 4e titularis | 21,04 %                        |
| Federale parlementsverkiezingen | Oost-Vlaanderen | 10 juni 2007    | Open Vld   | 1e opvolger     | 33.002           | 1e opvolger  | 24,07 %                        |
| Federale parlementsverkiezingen | Oost-Vlaanderen | 13 juni 2010    | Open Vld   | 1e plaats       | 60.291           | 1e titularis | 17,40 %                        |
| Gemeenteraadsverkiezing         | Gent            | 14 oktober 2012 | Open Vld   | 1e plaats       | 11.088           | 1e titularis | 16,50 %                        |
| Vlaamse parlementsverkiezingen  | Oost-Vlaanderen | 25 mei 2014     | Open Vld   | 1e plaats       | 58.782           | 1e titularis | 17,30 %                        |
| Gemeenteraadsverkiezing         | Gent            | 14 oktober 2018 | Open Vld   | 1e plaats       | 24.058           | 1e titularis | 25,20 %                        |
| Federale parlementsverkiezingen | Oost-Vlaanderen | 26 mei 2019     | Open Vld   | 20e plaats      | 17.856           | 4e titularis | 17,9 %                         |
| Gemeenteraadsverkiezing         | Gent            | 13 oktober 2024 | Voor Gent  | 1e plaats       | 14.114           | 1e titularis | 32,5 %                         |

## Opiniestukken
- De comeback van het conservatisme
  - In De Morgen van 19/12/2006[8]
- Geef ons onze burgermanifesten terug
  - In De Morgen van 30/11/2006[9]
- Ze kunnen en willen geen afstand nemen
  - In De Morgen van 26/05/2006[10]